# 柳澤花芽
柳澤 花芽 （やなぎさわ かが、1967年（昭和42年）5月3日 – ）は、日本の実業家。野村総合研究所代表取締役社長。

## 経歴
神奈川県出身。 父の柳澤伯夫は元政治家であり、国土庁長官、金融再生担当大臣、金融再生委員会委員長、金融担当大臣、厚生労働大臣などを歴任した。母の柳澤紀子は版画家であり、武蔵野美術大学造形学部教授を務めている。妹の柳澤田実は関西学院大学神学部准教授。
1991年東京大学文学部卒業後、野村総合研究所入社。システムエンジニアとしてスタートし、1996年からはコンサルタントとして、主に企業顧客を担当。
2019年以降は経営役人事部長、2021年執行役員、2022年執行役員経営企画、人事、人材開発担当として人事、人材開発の分野の手腕を振るい、20年間続いてきた人事制度を刷新。
2023年常務執行役員事業戦略、コーポレートコミュニケーション、IR、総合企画センター長として、全社の事業戦略を統括してきた。
2024年代表取締役社長。